# Microlophus koepckeorum
Espèce
Synonymes
- Tropidurus occipitalis koepckeorum Mertens, 1956
- Tropidurus koepckeorum Mertens, 1956

Statut de conservation UICN

 LC  : Préoccupation mineure
Microlophus koepckeorum est une espèce de sauriens de la famille des Tropiduridae.

## Répartition et habitat
Cette espèce est endémique du Pérou. On la trouve entre 400 et 2 330 m d'altitude. Elle vit dans la forêt tropicale sèche et dans les zones broussailleuses sèches.

## Étymologie
Cette espèce est nommée en l'honneur du couple Maria Koepcke et Hans Koepcke.

## Publication originale
- Mertens, 1956 : Studien über die Herpetofauna Perus I. Zur Kenntniss der Iguaniden-Gattung Tropidurus in Peru. Senckenbergiana Biologica, vol. 37, p. 101-136.